# Ferrovia Milano-Monza (1840)
La ferrovia Milano-Monza fu la prima linea ferroviaria del Nord Italia. Venne realizzata durante il governo austriaco del Lombardo-Veneto nel 1840 e collegava la città di Milano con quella di Monza. Fu la seconda ferrovia costruita nella penisola italiana dopo la Napoli-Portici (8 chilometri), inaugurata nel 1839 sotto l'amministrazione borbonica.
Oggi una parte di quel tracciato - variato negli anni - è compresa nella più moderna linea Milano-Chiasso, oltre a essere utilizzata dai treni diretti a Lecco (via Molteno e via Carnate) e Bergamo (via Carnate).

## Le ferrovie in Lombardia
Le prime proposte di costruzione di strade di ferro in Lombardia nacquero intorno all'anno 1830: in quegli anni nei vari Stati pre-unitari della penisola italiana non esistevano ancora ferrovie; esse erano invece già attive nel Regno Unito dove l'inaugurazione della Stockton-Darlington era avvenuta nel 1825. 
Fu attraverso i mezzi di informazione (le Gazzette) e i cittadini che avevano viaggiato all'estero che nacque anche in Italia l'interesse verso i vantaggi portati dalla costruzione di linee ferroviarie a vapore, costituite da guide -o binari, o ruotaje- di ferro per il traino dei veicoli. Negli Stati italiani, però, non esistevano le medesime condizioni industriali e commerciali presenti in Inghilterra: la mancanza di miniere di carbon fossile, di centri mondiali di produzione, di aree specificamente destinate all'industria e in generale l'assenza di un continuo voluminoso scambio di prodotti non rendevano vitale la nascita di vie di comunicazione più efficienti rispetto a quelle già esistenti. In Lombardia e più in generale del nord Italia, infatti, esisteva già una fitta rete di strade costruite durante l'epoca napoleonica e aumentata durante quella asburgica; quelle strade erano perfettamente mantenute e giudicate sufficienti alle necessità del tempo.
Esistevano inoltre numerose ed efficienti vie d'acqua (fiumi e Navigli) distese fra il mare e i laghi che permettevano un comodo trasporto verso Milano di quanto necessario alla città. Il primo motivo per pensare alla costruzione di linee ferrate intorno a Milano fu proprio quello di miglioramento delle vie di trasporto dei canali dei Navigli, da secoli arterie fondamentali nell'economia milanese e lombarda. Infatti l'ingegner Giuseppe Bruschetti nel 1830 propose di armare tutte le alzaie dei Navigli con linee ferrate che potessero rendere più veloce la salita delle chiatte da trasporto da Milano verso i laghi, tragitto fino ad allora assicurato dalla forza dei cavalli che trainavano le chiatte nei tratti ascendenti verso nord. Lo stesso Bruschetti, qualche anno dopo, fece non a caso richiesta di concessione di privilegi per diverse linee: quelle da Milano a Como nel 1834, da Milano a Bergamo e da Milano a Pavia nel 1837.
La domanda del Bruschetti del 1834 per una via ferrata da Milano a Como colse naturalmente impreparato l'Imperial Regio Governo di Lombardia che fino ad allora non si era mai dovuto occupare della costruzione di strade ferrate. Nel regno asburgico però le prime ferrovie erano già state costruite in Boemia (1827, 1830 e 1834): il governo lombardo si rivolse quindi all'Imperial Regio Governo di Boemia che aveva già cognizioni in materia. Il privilegio per una ferrovia da Milano a Como venne quindi accordato al Bruschetti e Zanino Volta con sovrana patente del 27 luglio 1837. Bruschetti e Volta furono quindi a buon diritto gli iniziatori dell'industria ferroviaria in Lombardia nonostante il progetto, pur avendo ricevuto autorizzazione dal Governo, non ebbe mai seguito.

## Costituzione della Società per la ferrovia da Milano a Monza

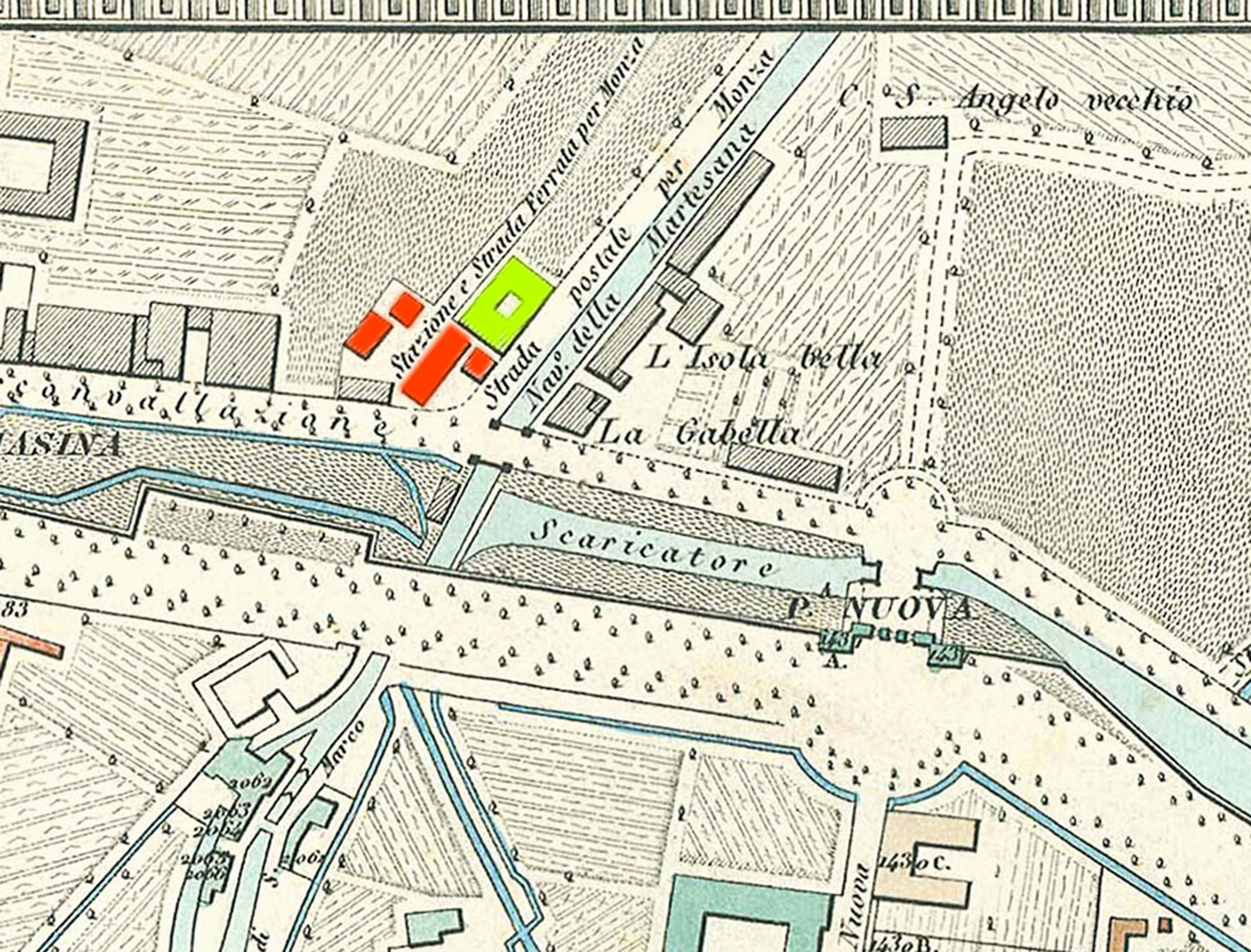
Posizione delle due stazioni della linea Milano-Monza: in rosso la stazione del 1840, in giallo quella del 1850 in una mappa del 1856.

L'origine della ferrovia fra Milano e Monza risale al 20 aprile 1838, data nella quale con sovrana risoluzione fu accordata al nobile austriaco Giovanni de Putzer, rappresentante della ditta bancaria Holzhammer & C. di Bolzano, la concessione per una strada ferrata fra Milano e Monza.
Si opponeva al de Putzer l'ingegnere milanese Bruschetti che aveva ricevuto promessa di privilegio fino dal 1835 per la costruzione di una linea da Milano a Como passante proprio da Monza; il proprio progetto venne quindi superato dal de Putzer che avrebbe occupato la tratta Milano-Monza già prevista dal progetto Bruschetti.
Nel percorso della linea ferrata era intenzione del de Putzer di avvalersi del vialone della Villa Reale, che già collegava Monza e Sesto San Giovanni, utilizzandone come sede della ferrovia uno dei viali laterali. La cosa non fu però possibile perché avrebbe reso necessario una modifica alla parte di vialone collegante Sesto a Milano (oggi viale Monza) che già prevedeva di immettersi in piazzale Loreto e non a Porta Nuova dove era stata prevista la stazione della nuova linea ferrata. Dovette quindi il de Putzer studiare la linea fra Milano e Monza su sede propria e ne diede incarico all'ingegner milanese Giulio Sarti.
La domanda di privilegio avanzata dal de Putzer vide il favore dell'Imperial Regio Governo perché Monza era residenza del viceré Ranieri e importante centro industriale; avrebbe potuto essere costruita, per via della modesta lunghezza, in tempi brevi; inoltre la nuova linea sarebbe stata modello per tutte le successive costruite nel Lombardo-Veneto.
La concessione dell'Imperial Regio Governo di Lombardia fu quindi confermata con sovrana risoluzione il 13 aprile 1839 e con sovrana patente di privilegio il 15 novembre del medesimo anno. Il privilegio prevedeva un rapporto di concessione della durata di 50 anni oltre i quali sarebbe potuto scattare il diritto di reversibilità allo Stato.
Prima ancora però di ricevere la patente di privilegio la ditta Holzhammer ne fece cessione alla Arnstein & Eskeles di Vienna con capitale di 3.600.000 lire austriache a copertura dei costi di realizzazione della ferrovia preventivati dall'ingegner Sarti. Direttore della ferrovia e procuratore della società fu Antonio Grassi e capo-ingegnere il francese Alfredo Lecointe che sarà successivamente il primo progettista della nuova stazione di Porta Nuova del 1850.

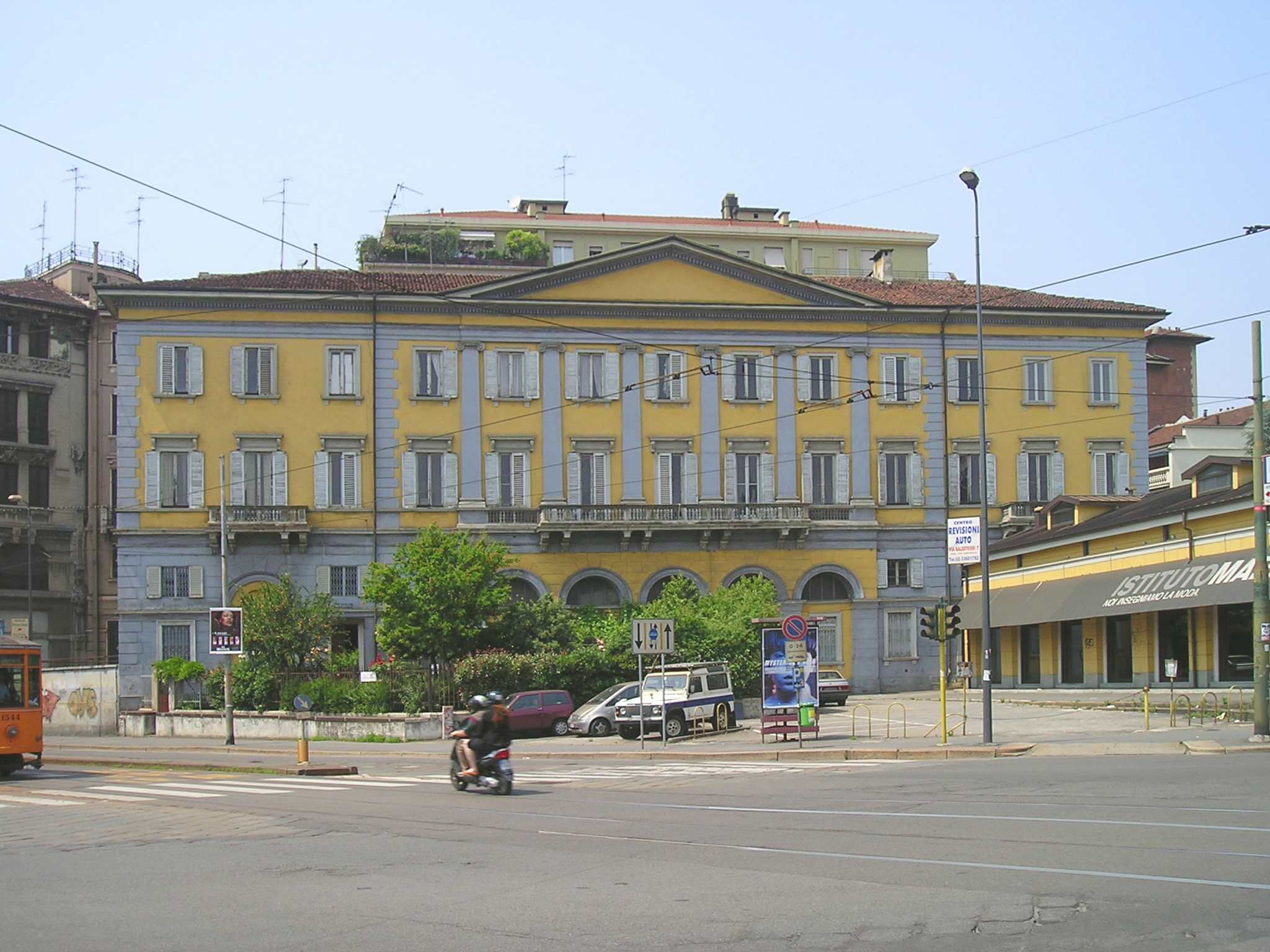
La prima stazione di Milano Porta Nuova (1840).

## Inaugurazione della ferrovia
La ferrovia, definita Imperial-Regia Privilegiata Strada Ferrata da Milano a Monza fu inaugurata il 17 agosto del 1840 con la corsa fra i due capilinea di Monza e della stazione di Porta Nuova a Milano. Il convoglio era trainato dalla locomotiva Lombarda ed era composto da un vagone su cui viaggiarono l'Arciduca Ranieri con la consorte Maria Elisabetta di Savoia e l'arcivescovo di Milano Carlo Gaetano II; seguivano quattro vagoni con la corte delle autorità e un quinto che ospitava la banda militare. Il treno percorse i 13 km del tragitto in soli 19 minuti con una velocità di 46 km all'ora. Nel precedente mese di luglio erano state fatte diverse corse di prova tra Monza e Milano usando le prime due locomotive Milano e Lombarda.
Negli anni successivi si aggiunsero anche le locomotive Brianza, Monza e Lambro. I prezzi dei biglietti in lire austriache erano: 1,5 lire la prima classe, 1 lira la seconda e 75 centesimi la terza.
La linea pose le premesse per lo sviluppo industriale della zona: presto attorno a Sesto San Giovanni cominciarono ad apparire le prime industrie e le Poste approfittarono subito del servizio ferroviario per l'inoltro della corrispondenza, fino a quel momento affidata alle corriere a cavalli. L'esercizio non fu privo di inconvenienti, in quanto le prime due locomotive si dimostrarono poco affidabili e subirono seri guasti. Il successo della ferrovia viene tuttavia dimostrato dai passeggeri trasportati: al 31 dicembre dello stesso anno erano già più di 150.000.

## Caratteristiche della linea
La linea ferrata, progettata dall'ingegnere milanese Giulio Sarti venne costruita con lo stesso sistema della Napoli-Portici e cioè con le rotaie montate su grossi dadi di pietra di Mapello annegati nel terreno (ancora non si era diffuso il sistema di usare le traverse in legno) e distanziati di tanto in tanto da barre trasversali. Il percorso era rettilineo e la circolazione dei treni avveniva a tempo con la supervisione di un agente che prendeva posto su delle alte torri in muratura poste lungo il percorso e per mezzo di segnali ottici ed acustici segnalava l'arrivo del treno.
Vennero effettuate 4 corse giornaliere di andata e ritorno, presto salite a 6 con una percorrenza di circa 20 minuti. Le stazioni di arrivo e partenza si trovavano fuori da Porta Nuova di Milano ed a Monza; era prevista una fermata intermedia a Sesto San Giovanni.

## Locomotive

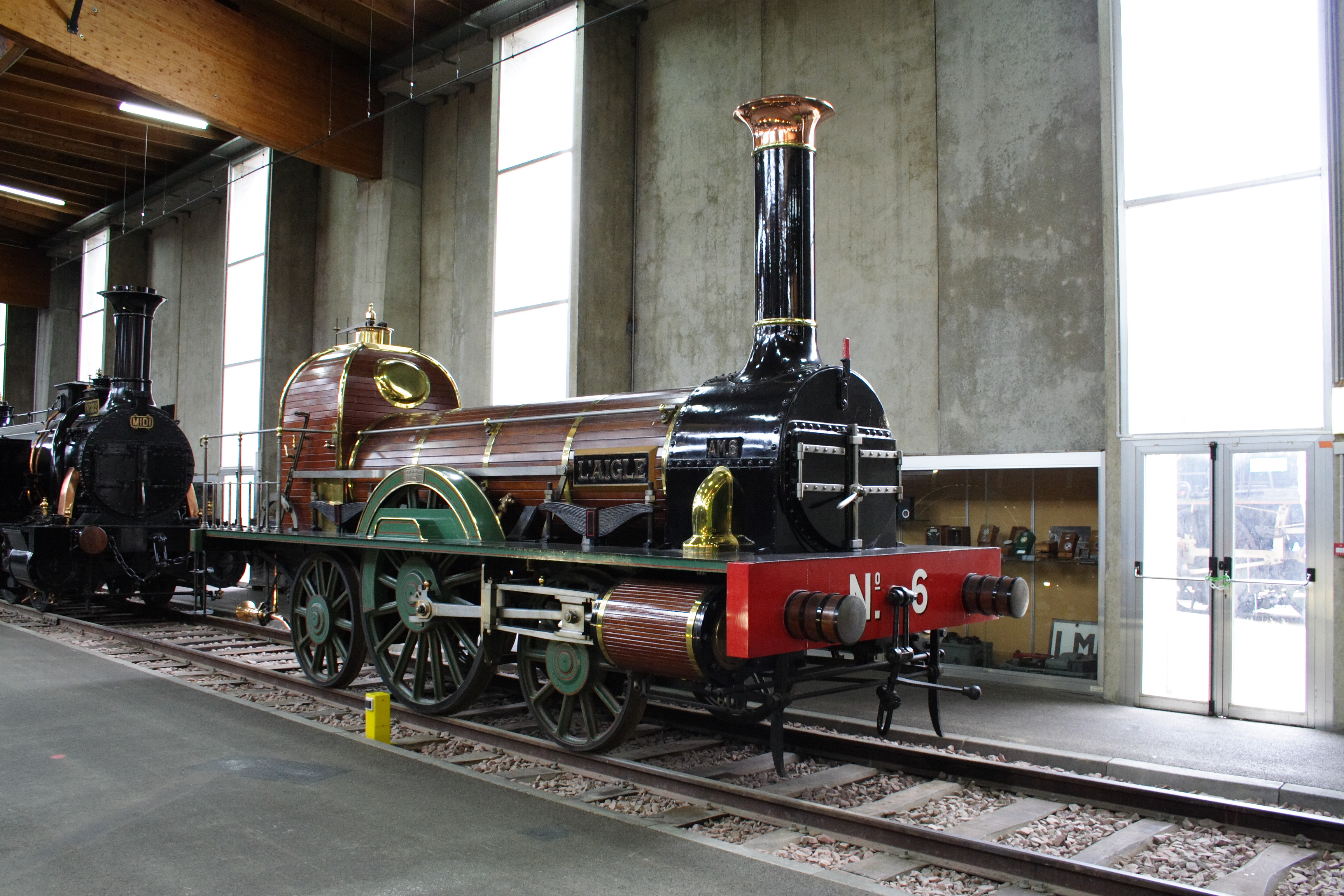
Una locomotiva simile a quelle usate all'inaugurazione della linea ferrata

Le due prime locomotive, di rodiggio 1 A 1, erano state fabbricate nel Regno Unito ed erano condotte da macchinisti della medesima nazionalità. La caldaia era fasciata da liste di legno tenute insieme da cerchiature in ottone. Il tender a due assi trasportava sia l'acqua sia il carbone.

### Locomotive entrate in esercizio
Le locomotive entrate in esercizio successivamente presentavano lo stesso schema tecnico delle prime due; rodiggio 1 A 1 con tender a 2 assi di derivazione progettuale dalla Patentee di Robert Stephenson. Furono presto sostituite da altre più moderne, in quanto non compaiono già nel catalogo delle locomotive della SFAI del 1865.
Di costruzione del Regno Unito:
- Locomotiva a vapore Milano;
- Locomotiva a vapore Lombarda;
- Locomotiva a vapore Brianza;
- Locomotiva a vapore Adda.

Di costruzione francese:
- Locomotiva a vapore Lambro.

Di costruzione belga:
- Locomotiva a vapore Monza.

## Riorganizzazione della linea del 1864
Nel 1864 -all'indomani dell'Unità d'Italia- la circolazione ferroviaria milanese fu profondamente modificata con la costruzione della prima Stazione centrale, eretta in quell'anno e poi demolita nel 1931. Le linee per Monza e per Como vennero reinstradate sulla nuova centrale e di conseguenza fu dismessa la seconda stazione di Porta Nuova (costruita nel 1850 in sostituzione della prima del 1840), capolinea di testa della vecchia linea.

## Elettrificazione del 1899

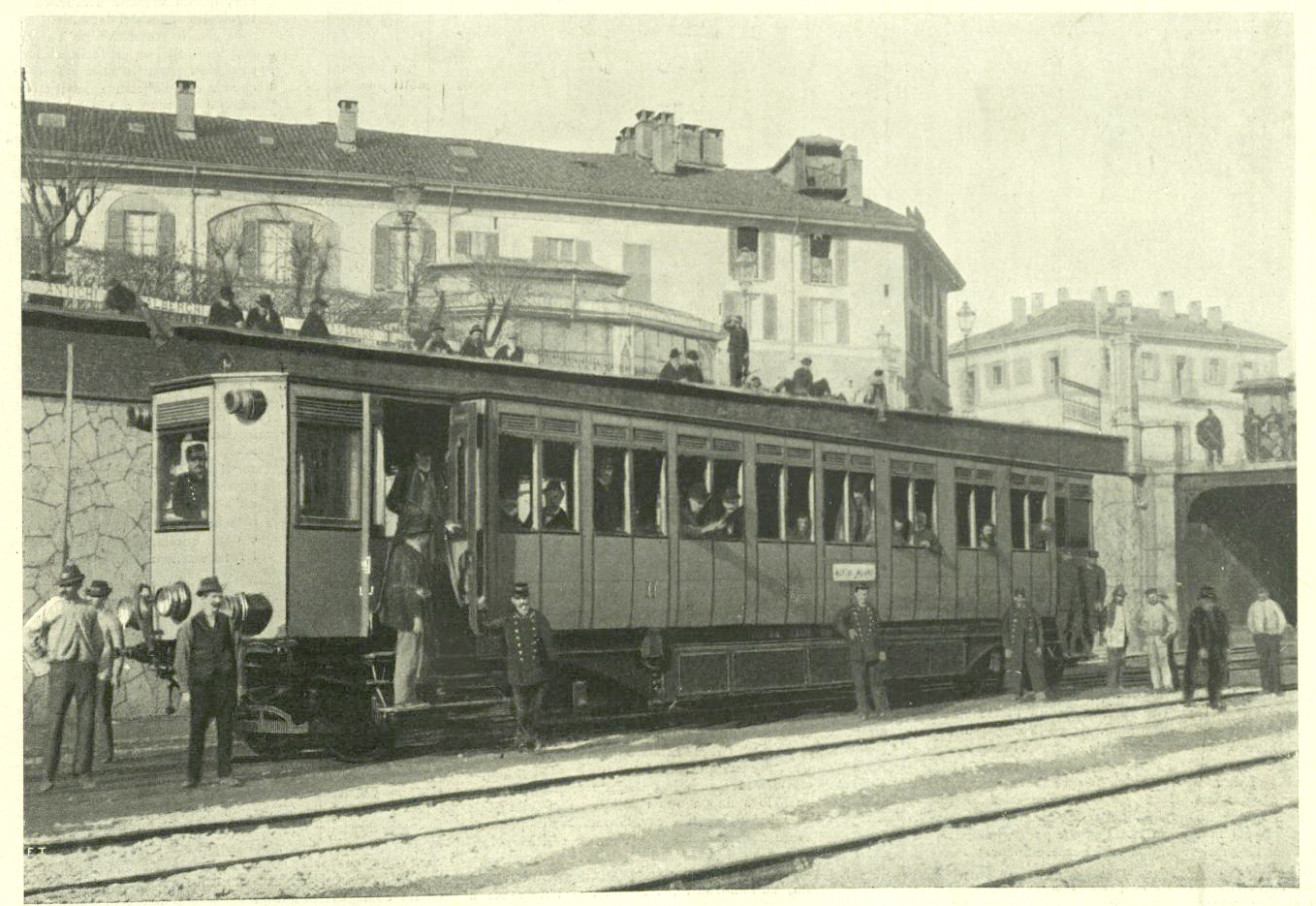
Una vettura elettrica alla stazione di Monza, 7 febbraio 1899, giorno dell'inaugurazione della linea elettrificata.

La linea venne elettrificata nel 1899 con il primo servizio regolare effettuato da automotrici elettriche ad accumulatori a cura della concessionaria Rete Mediterranea. La prima corsa di prova delle nuove vetture elettriche venne effettuata il giorno 12 gennaio con risultati definiti ottimi. L'inaugurazione della linea elettrificata si svolse il 7 febbraio 1899 con una grande cerimonia a cui parteciparono circa 150 eminenti personalità fra cui il sindaco di Milano Vigoni e il prefetto Municchi. La Società Mediterranea era rappresentata dal suo presidente, conte Sanseverino, e da altre cariche dell'azienda. Presenti anche rappresentanti della Ferrovia Adriatica e della Compagnia Ferroviaria del Gottardo e l'imprenditore Felice Grondona che, cinquantanove anni prima nel 1840, aveva assistito all'inaugurazione della ferrovia, e che fornì i nuovi veicoli per la linea elettrificata.
Il viaggio inaugurale fu effettuato con un convoglio di due carrozze verniciate di giallo che mosse dalla allora stazione centrale di Milano alle 15:30 e arrivò a Monza — con soste a Greco e Sesto San Giovanni — dopo 24 minuti. Le 22 corse giornaliere ordinarie sarebbero poi durate 20 minuti, alla velocità di 45 km/h, con convogli formati da un solo vagone comprendente prima e seconda classe capace di 64 posti a sedere e 24 in piedi. Alla stazione di Monza fu tenuto un ricco banchetto e furono pronunciati discorsi delle varie personalità intervenute.